# Guerra civile in Nigeria
La guerra civile nigeriana, nota anche come guerra del Biafra, ebbe inizio il 6 luglio del 1967 e durò fino al 13 gennaio del 1970, in seguito al tentativo di secessione delle province sudorientali della Nigeria di etnia Igbo (o Igbo), dichiarando l'indipendenza e la nascita della repubblica del biafra. La reazione dell'esercito nigeriano portò allo scoppio di una guerra civile, nel corso della quale le forze governative strinsero d'assedio le province ribelli autoproclamatesi Repubblica del Biafra. L'azione militare del governo centrale nigeriano portò la popolazione di intere regioni a essere decimata dalla fame, e accuse di genocidio furono mosse da esponenti Igbo alla Nigeria.
L'organizzazione non governativa Medici senza frontiere venne fondata nel 1971 da Bernard Kouchner e altri medici francesi proprio in seguito alla loro drammatica esperienza in Biafra.

## Evoluzione del conflitto

### Il colpo di Stato
Il 15 gennaio 1966, sulla base di un'accusa di brogli elettorali, alcune sezioni dell'esercito nigeriano diedero luogo a un colpo di Stato che portò il generale Johnson Aguiyi-Ironsi alla carica di presidente della Nigeria. Nel colpo di Stato erano coinvolti principalmente militari di etnia Igbo; a questa etnia, diffusa nella parte sudorientale del paese, apparteneva lo stesso Ironsi, del quale si sosteneva che avesse concesso promozioni a numerosi Igbo a spese di ufficiali Yoruba e Hausa. Il 29 luglio i settentrionali organizzarono un contro-colpo di Stato, che portò al potere il tenente colonnello Yakubu Gowon. Le tensioni etniche condussero al genocidio delle minoranze Igbo cristiane presenti nelle regioni del nord.
In seguito al contro-colpo di Stato, gli abitanti delle regioni sudorientali della Nigeria furono completamente esclusi dal sistema di potere del paese. Si diffuse anche la convinzione che i settentrionali avrebbero iniziato a sfruttare le risorse petrolifere del sud (nei pressi del delta del fiume Niger) a proprio beneficio. Questo stato di cose fece crescere il sentimento secessionista degli Igbo.

### Rottura
Il 30 maggio 1967 (29 secondo alcune fonti), il colonnello Odumegwu Ojukwu, governatore militare del sudest della Nigeria, dichiarò ufficialmente la secessione della Repubblica del Biafra. Ojukwu citò come motivazioni la frode elettorale già denunciata al tempo del colpo di Stato e i successivi massacri di Igbo nel nord. Sebbene la Repubblica del Biafra raccogliesse simpatie in Occidente e altrove, essa fu riconosciuta formalmente solo da quattro stati. Diversi tentativi di instaurare un dialogo diplomatico fra il Biafra e la Nigeria fallirono e nel luglio dello stesso anno iniziarono i combattimenti.

### Guerra civile
Dopo un'iniziale offensiva delle forze del Biafra in un territorio adiacente non Igbo, il governo nigeriano diede inizio a un'"azione di polizia" volta a riconquistare le regioni secessioniste. La guerra ebbe ufficialmente inizio il 6 luglio 1967, con l'ingresso di due colonne dell'esercito federale nigeriano nel Biafra. Una delle due colonne marciò verso la città di Nsukka, che cadde il 14 luglio; l'altra colonna prese Garkem il 12 luglio. La controffensiva del Biafra partì il 9 luglio, con l'ingresso delle truppe nella zona centro-occidentale della Nigeria, oltre il fiume Niger e attraverso Benin City, fino a raggiungere Ore, appena oltre il confine nazionale il 21 agosto.
Le forze del Biafra si vennero così a trovare ad appena 200 chilometri da Lagos, la capitale nigeriana. Benin City fu poi ripresa dai nigeriani il 22 settembre. Quattro battaglioni della seconda divisione di fanteria nigeriana dovettero essere impiegati per ricacciare le truppe del Biafra. I nigeriani tentarono poi di oltrepassare il Niger, venendo respinti tre volte durante il mese di ottobre.
Non riuscendo ad avanzare in modo decisivo, i nigeriani diedero inizio a un lungo assedio del Biafra. Nel frattempo, la marina nigeriana (che il 26 luglio aveva preso Bonny, a sud di Port Harcourt) conquistò anche il porto di Calabar il 18 ottobre. Nel nord, le forze del Biafra furono respinte dai territori non Igbo e la capitale del Biafra, Enugu, fu presa il 4 ottobre. Gli Igbo continuarono a resistere nella parte centrale dei loro territori, circondati dalle forze nigeriane, che misero in atto un completo blocco navale, terrestre ed aereo.
Supportarono diplomaticamente la Nigeria la Repubblica Araba Unita (che inviò anche forze dell'aeronautica), il Regno Unito, l'Unione Sovietica, il Sudan, il Ciad, il Niger, la Repubblica Popolare Cinese e l'Algeria. Si schierarono invece col Biafra il Benin, Israele, il Sudafrica, la Rhodesia, la Francia, il Portogallo e delle truppe mercenarie straniere.

### Dalla fase di stallo alla vittoria nigeriana
Dal 1968 la guerra conobbe un momento di stallo. I nigeriani fecero progressi fra aprile e giugno, conquistando Port Harcourt il 19 maggio e stringendo ulteriormente il cerchio attorno al Biafra. Il protrarsi del blocco, unito alle incursioni dei nigeriani nelle fattorie del Biafra, portò a un disastro umanitario, con innumerevoli morti per fame fra i civili del Biafra. Le immagini dei bambini gravemente denutriti del Biafra fecero il giro del mondo e i leader del Biafra iniziarono a chiedere aiuto ai paesi stranieri contro quello che definirono un vero e proprio genocidio.
Molti volontari organizzarono voli in Biafra, spezzando il blocco aereo per portare medicine e cibo. La Nigeria sostenne che il governo del Biafra stava assoldando mercenari stranieri per prolungare il conflitto. Ai propri volontari, la Croce Rossa chiese di firmare una dichiarazione di neutralità; fra coloro che firmarono c'era Bernard Kouchner, in seguito fondatore di Medici senza frontiere.
I volontari furono in più occasioni attaccati dall'esercito nigeriano e portarono all'estero la propria testimonianza sulle condizioni disastrose in cui volgeva il popolo del Biafra. Kouchner, in particolare, finì per attaccare la stessa Croce Rossa, sostenendo che fosse troppo indecisa nel condannare l'operato dell'esercito e del governo nigeriano. Nel frattempo, il Biafra cercava strenuamente di mantenere la propria posizione sotto la pressione militare nigeriana. In occasione del suo ultimo intervento pubblico prima della fine della guerra, Ojukwu dichiarò:
Per tutto il 1968 e parte del 1969 difficoltà logistiche impedirono alle forze nigeriane di concludere la guerra, pur riuscendo a ridurre progressivamente l'estensione del territorio controllato dal Biafra. Il Biafra tentò un'ennesima, disperata controffensiva nel giugno del 1969, sostenuti anche da mercenari stranieri, come il conte svedese Carl Gustav von Rosen, che condusse una serie di attacchi aerei contro gli aeroporti nigeriani. Pur presi alla sprovvista, i nigeriani riuscirono a riprendersi e a continuare le operazioni di guerra.
Il 23 dicembre 1969 una divisione nigeriana riuscì a spezzare in due l'enclave del Biafra. L'offensiva finale fu lanciata il 7 gennaio 1970. La città di Owerri cadde il 9 gennaio, e Uli l'11. Due giorni dopo, l'ultima città del Biafra, Amichi, si arrese. Ojukwu fuggì in esilio in Costa d'Avorio, incaricando il suo assistente Philip Effiong di curare il processo di resa.

### Dopoguerra
Si stima che circa tre milioni di persone siano morte nel conflitto, principalmente per la fame e le malattie. La maggior parte delle infrastrutture delle regioni Igbo furono distrutte. A peggiorare la condizione degli Igbo nell'immediato dopoguerra furono alcune misure applicate dal governo federale nigeriano ai loro danni, quali restrizioni sull'accesso ai conti correnti. Gli Igbo furono discriminati nell'impiego pubblico e spesso anche in quello privato e nei primi anni settanta divennero uno dei gruppi etnici più poveri della Nigeria. L'amministrazione di alcune delle città con forte presenza Igbo (per esempio Port Harcourt) fu affidata a gruppi etnici rivali (per esempio Ijaw e Ikwerre).
Il governo nigeriano fu nuovamente accusato di non sfruttare i proventi del petrolio del delta del Niger in modo imparziale, favorendo lo sviluppo e la ricchezza del nord a discapito delle regioni dell'ex Biafra. Il governo militare rimase in carica per molti anni, in un contesto di perduranti tensioni etniche. Furono varate leggi che vietavano la costituzione di partiti politici sulla base di appartenenze etniche o tribali, ma l'applicazione di queste leggi in pratica non fu sempre semplice.
Il 29 maggio 2000 il giornale The Guardian of Lagos riportò che il presidente Olusegun Obasanjo aveva deciso di concedere la pensione militare a coloro che avevano combattuto nelle forze del Biafra durante la guerra. In una successiva intervista televisiva, spiegò che "La giustizia deve sempre essere stemperata con la pietà". Durante le precedenti elezioni, Obasanjo aveva ricevuto un supporto consistente da parte delle regioni di etnia Igbo.